# شكبة

بطاقة من لعبة شكبة.

الشكبّة لعبة ورق تعتمد في لعبها على الذكاء والحظ.
نشأت لعبة الشكبّة في تونس خاصة في المناسبات العائلية مثل لم شمل الاسرة وتلعب أيضا في المقاهي الشعبية بكثرة.